# دوايت تيندالي
دوايت تيندالي (بالهولندية: Dwight Tiendalli)‏ (21 أكتوبر 1985 سورينام - ) هو لاعب كرة قدم هولندي، يلعب كمدافع.

## مسيرته الكروية
لعب دوايت تيندالي خلال مسيرته الاحترافية مع 7 أندية في أربعة عشر موسمًا وسجل خلالها 5 أهداف ضمن 202 مباراة. حيث فاز في موسم واحد بالكأس وفي موسم واحد بالدوري.
خاض دوايت تيندالي مسيرته مع نادي أوترخت في موسم 2004–05 واستمر معه طيلة ثلاثة مواسم، مشاركًا في 41 مباراة سجل خلالها 3 أهداف. ثم انتقل إلى نادي فاينورد في موسم 2006–07 في المرة الأولى لمدة موسم واحد ثم في موسم 2008–09 لمدة موسم واحد، حيث شارك طوالها في 35 مباراة ولم يسجل أي هدف. لينتقل بعدها إلى نادي سبارتا روتردام في موسم 2007–08 لمدة موسم واحد، مشاركًا في 13 مباراة ولم يسجل أي هدف أيضًا. ثم انتقل إلى نادي تفينتي أنشخيدة في موسم 2009–10 واستمر معه طيلة ثلاثة مواسم، مشاركًا في 71 مباراة سجل خلالها هدفًا واحدًا. هذا وانتقل لاحقًا إلى نادي سوانزي سيتي في موسم 2012–13 واستمر معه طيلة ثلاثة مواسم، مشاركًا في 27 مباراة سجل خلالها هدفًا واحدًا أيضًا. ثم انتقل بعدها إلى نادي ميدلزبره في موسم 2014–15 لمدة موسم واحد، مشاركًا في مباراتين ولم يسجل أي هدف. ليعود وينتقل من جديد، لكن هذه المرة إلى نادي أكسفورد يونايتد في موسم 2017–18 لمدة موسم واحد، مشاركًا في 13 مباراة ولم يسجل أي هدف أيضًا.

## وصلات خارجية
دوايت تيندالي على موقع الاتحاد الدولي (مؤرشف)  (الإنجليزية)
- دوايت تيندالي على موقع الاتحاد الأوربي (الإنجليزية)
- دوايت تيندالي على موقع قاعدة بيانات كرة القدم.إي يو (الإنجليزية)
- دوايت تيندالي على موقع ناشيونال فوتبول تيمز (الإنجليزية)
- دوايت تيندالي على موقع Soccerbase.com (لاعب) (الإنجليزية)
- دوايت تيندالي على موقع Soccerway.com (الإنجليزية)
- دوايت تيندالي على موقع عالم كرة القدم.نت (الإنجليزية)
- دوايت تيندالي على موقع AS.com (الإسبانية)